# Хелсти (Лодзинське воєводство)
Хелсти (пол. Chełsty) — село в Польщі, у гміні Жарнув Опочинського повіту Лодзинського воєводства.
Населення — 116 осіб (2011).
У 1975-1998 роках село належало до Пйотрковського воєводства.

## Демографія
Демографічна структура станом на 31 березня 2011 року:
|          | Загалом | Допрацездатний вік | Працездатний вік | Постпрацездатний вік |
| -------- | ------- | ------------------ | ---------------- | -------------------- |
| Чоловіки | 49      | 8                  | 38               | 3                    |
| Жінки    | 67      | 7                  | 36               | 24                   |
| Разом    | 116     | 15                 | 74               | 27                   |